# Zeche Heinrich-Robert
Die Zeche Heinrich-Robert war das letzte fördernde Steinkohlen-Bergwerk in Hamm und gehörte später zum Verbundbergwerk Ost. Die Schächte Heinrich und Robert wurden 1901 abgeteuft, Schacht Franz 1923.

## Geschichte

### Vorgeschichte

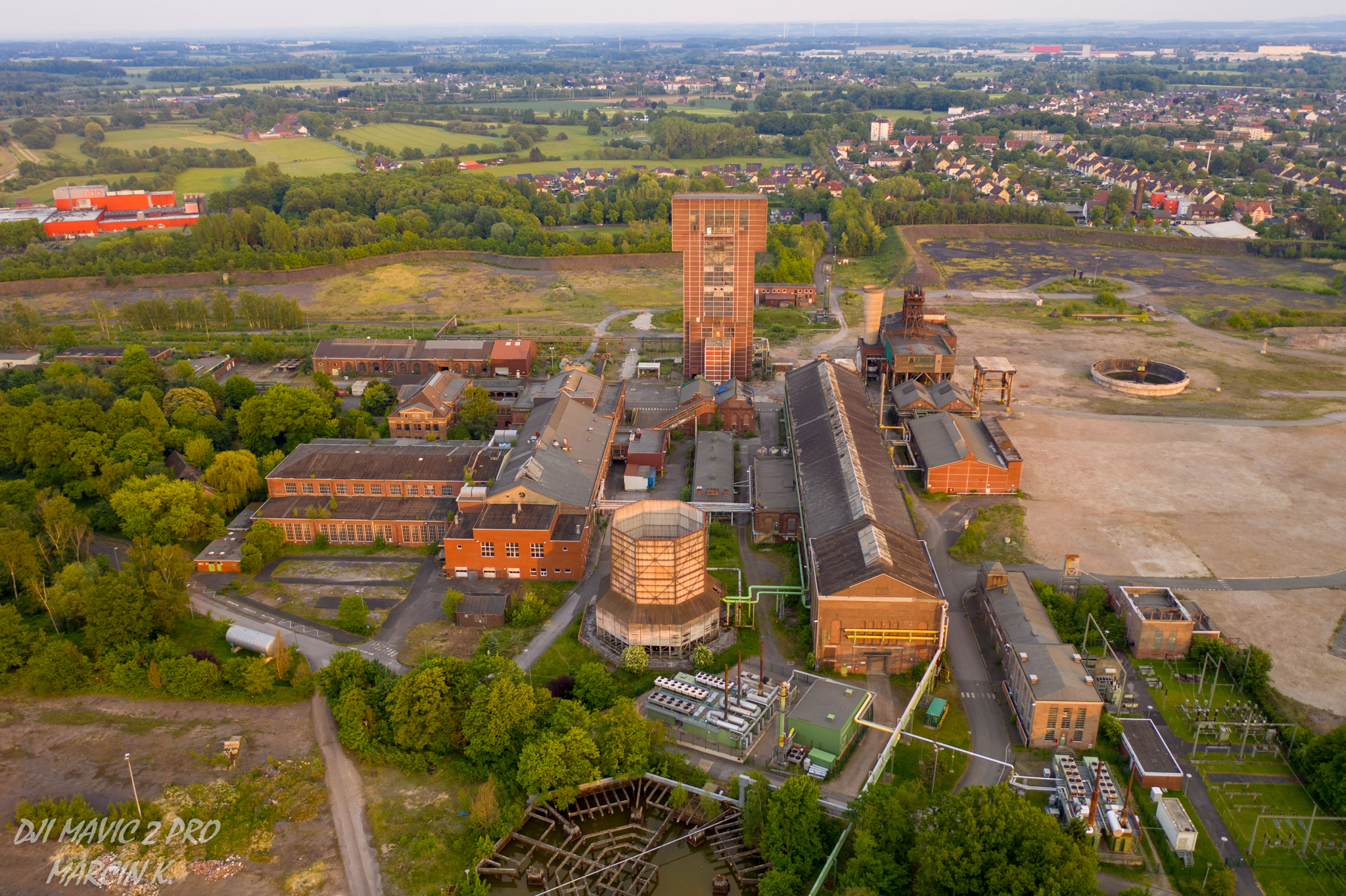

Das Jahr 1874 markiert den Beginn der bergbaulichen Aktivitäten für die Dörfer Herringen und Pelkum. Heinrich Grimberg unternahm damals erste Mutungsbohrungen in diesem Raum und stieß dabei auf Fettkohle. Aber erst 1894/99 erhielt er einige der Grubenfelder vom Preußischen Staat verliehen. Im Jahre 1900 verkaufte er sieben Felder mit der Bezeichnung Prinz Schönaich und ein weiteres Feld mit Namen Robert Hundhausen I an den lothringischen Hüttenkonzern Les petits fils de François de Wendel&Cie. Die Felder hatten zusammen 18 km² Fläche.

### De Wendel
Inhaber der Käuferfirma waren die beiden Brüder Henri und Robert de Wendel. Diese ließen die Felder konsolidieren und zu einem einzigen Feld zusammenfassen, das nach ihrem Familiennamen die Bezeichnung De Wendel erhielt. Die Eigentümer gründeten auf diesem Feld die Zeche De Wendel mit dem Ziel, die im Saargebiet nicht vorkommende Fettkohle für die eigenen Hüttenwerke in Lothringen abzubauen. Der Teufbeginn für Schacht I, der nach Henri de Wendel auf den Namen Heinrich getauft wurde, erfolgte am 8. Mai 1901. Am 1. Juni begannen auch die Arbeiten an Schacht II; dieser wurde nach dem zweiten Bruder aus der Familie de Wendel Robert genannt.
Im Schacht Heinrich wurde das Karbon im Jahre 1902 bei 562 m erreicht; erst 1903 erreichte man eine Teufe von 759 m und richtete bei 662 m die erste Sohle ein. Ebenfalls 1903 wurden die für den Betrieb erforderlichen Tagesanlagen in Angriff genommen. Nach dreijähriger Vorbereitungszeit gelang es dann im Jahre 1904, die erste Kohle zu fördern. Sie stammte aus dem Flöz Katharina, das auf 603 m (−535 m NN) liegt. Die Förderung diente anfangs ausschließlich zur Deckung des Eigenbedarfs. Im Jahr 1905, als im benachbarten Bockum-Hövel die Zeche Radbod den Betrieb aufnahm, hatte die älteste der Hammer Schachtanlagen bereits 406 Mann Belegschaft und förderte 3.511 Tonnen Kohle. Erst 1906 wurde schließlich der reguläre Förderbetrieb aufgenommen. In diesem Jahr hatte das Bergwerk 606 Mitarbeiter, die eine Jahresförderung von 31.084 t erwirtschafteten. In diesem Jahr konnte auch erstmals Kohle aus dem neuen Bergwerk verkauft werden. Daraufhin wurden die Tagesanlagen erweitert. Neu war vor allem die Kohleaufbereitung. 1908 wurde dann die Kokerei errichtet, die bereits im darauffolgenden Jahr die erste Kokscharge produzieren konnte. Gleichzeitig mit der Kokerei entstand die Zechenbahn, welche die Schachtanlage mit der Bahnstrecke Hamm–Osterfeld verband. Sie ermöglichte den kurz darauf einsetzenden Kohle- bzw. Koksversand in die lothringischen Hüttenwerke. Der Schacht Robert erreichte 1908 eine Teufe von 870 m.
Ein Blick auf die Beschäftigungszahlen bestätigt die rasante Entwicklung dieses für den Raum Hamm so neuen Industriezweigs. Gab es im Jahre 1905 nur 406 Kumpel, so waren es fünf Jahre später bereits 1.735 Mann, die eine Jahresförderung von 375.141 t erwirtschafteten. Mit dieser Entwicklung geht das Wachstum der Dörfer Herringen und Pelkum einher, die nun rasch an Bevölkerung zulegten und sich von ländlichen Ortschaften zu den heute urban geprägten Stadtbezirken der Großstadt Hamm entwickelten.
Der Erste Weltkrieg brachte jedoch zunächst einmal die deutsche Zwangsverwaltung über die Zeche, da ihre Besitzer, die beide Franzosen waren, nun zu den Kriegsgegnern gehörten. Die Anlage ging nach Kriegsende in das Eigentum der De Wendels zurück. Ungeachtet dieser Wirren wuchs die Anlage weiter und wurde um ein eigenes Hafenbecken am Datteln-Hamm-Kanal erweitert, das heute allerdings verfüllt ist. Das Becken wurde erst 1925 so fertiggestellt, dass es für die Verladung der Kohle genutzt werden konnte. Trotz der schwierigen Nachkriegslage in Deutschland wurde im Jahre 1922 mit dem Bau eines dritten Schachtes begonnen. Er war zur Vorbereitung des Kohleabbaus auf der Nordhälfte des Feldes notwendig geworden. Der neue Schacht III erhielt den Namen Franz und lag 2 km vom Hauptwerk entfernt. Er wurde als selbstständiger Förderort geplant, erhielt die dafür nötigen Einrichtungen jedoch nie. Schacht Franz erreichte bei 610 m das Karbon und drei Jahre später seine Endteufe bei 1010 m. Der Abbau im Nordfeld wurde ab 1926 planmäßig durchgeführt.

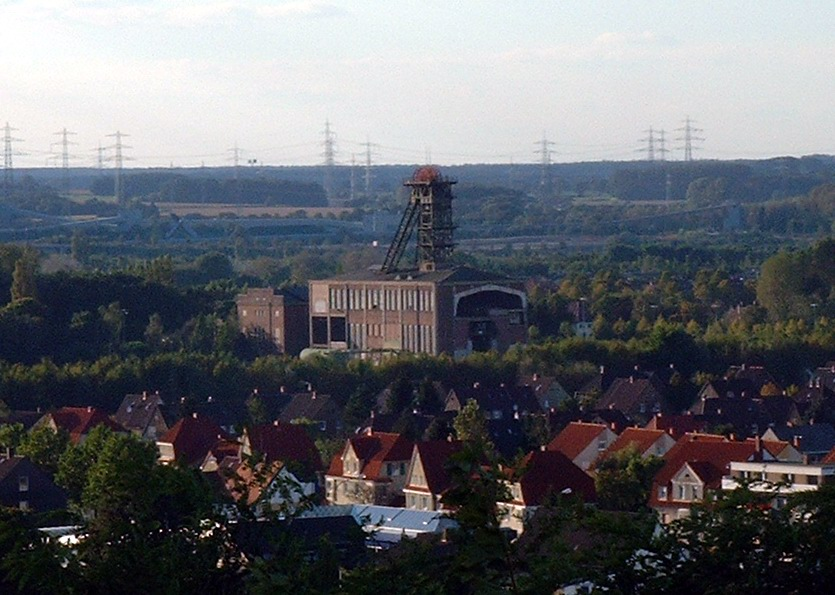
Schacht Franz, gesprengt 2003

Das erste Unglück auf der Zeche ereignete sich – im Vergleich zu den anderen Zechen auf Hammer Gebiet erst relativ spät – am 27. November 1926. Eine Schlagwetterexplosion tötete elf Bergleute. Schon am darauffolgenden 1. März kam es zu einer zweiten Schlagwetterexplosion, der erneut vier Kumpel zum Opfer fielen. Als Konsequenz daraus wurde beschlossen, zwischen Schacht Franz und den beiden Hauptförderschächten Heinrich und Robert einen weiteren Schacht niederzubringen, um die Bewetterung zu verbessern. Dieser Wetterschacht erhielt den Namen Humbert; sein Bau begann im Jahre 1927. Schacht Humbert erreichte das Karbon zwei Jahre später (1929), und dennoch kam es zu einem weiteren tödlichen Unglück. Am 4. August 1929 wurden vier weitere Bergleute getötet; der Wetterschacht Humbert, der erst 1930 soweit fertiggestellt war, dass er seine Funktion erfüllen konnte, kam für diese Kumpel ein Jahr zu spät. Im Jahre 1930 gab es bereits 4.334 Mann Belegschaft; die Fördermenge betrug 1.070.554 Tonnen Steinkohle. Die Grubengase, welche über die Wetterschächte abgesaugt wurden, konnten ab 1931 in das Netz der Ruhrgas AG eingespeist werden. Zwischen 1929 und 1934 wurde der Betrieb auf den Schächten Humbert und Franz zeitweilig eingestellt, da die Weltwirtschaftskrise auch hier die Arbeit beeinträchtigte.

### Der Betrieb im Dritten Reich und ein neuer Name
Die Machtergreifung durch die NSDAP und Hitler brachte für Deutschland zahlreiche Veränderungen mit sich, auch in Bezug auf die Hammer Schachtanlagen im Allgemeinen und De Wendel im Besonderen. Dank der veränderten Wirtschaftspolitik konnte der Betrieb aller Schächte wiederaufgenommen werden. Kohle wurde stärker denn je nachgefragt, was auch auf die laufenden Kriegsvorbereitungen zurückzuführen ist. Um Repressalien durch die Nationalsozialisten zu entgehen, denen der französisch klingende Name ein Dorn im Auge war, firmierte die Familie de Wendel die Betreibergesellschaft der Zeche De Wendel um; am 26. April 1937 wurde sie Aktiengesellschaft Steinkohlenbergwerk Heinrich Robert getauft. Die Schachtanlage hieß von nun an Heinrich-Robert – nach den Vornamen der Gründer. Die Zeche wurde mit Eigenkapital ausgestattet und ein Aufsichtsrat eingesetzt. Diesem gehörten überwiegend Mitglieder der Familie De Wendel an, die auch 100 % der Aktienanteile hielt. Als der deutsche Überfall auf Polen vom 1. September 1939 am 3. September die Kriegserklärung durch Frankreich und das Vereinigte Königreich nach sich zog, ging die Zeche erneut in deutsche Zwangsverwaltung über. Trotz des Krieges wurden im Jahre 1942 weitere Ausbaumaßnahmen durchgeführt. So erhielt das Kraftwerk der Zeche einen größeren Stromgenerator und wurde per Freileitung mit dem Gersteinwerk in Stockum verbunden, um den zusätzlich produzierten Strom in das öffentliche Netz einspeisen zu können. Mittelbare Folge des Kriegsbeginns war zunächst ein Rückgang der Belegschaft. So waren im Jahre 1941 nur noch 3.442 Kumpel auf der Zeche beschäftigt. Trotz des geringeren Personalbestandes wurde eine Förderleistung von 1.197.879 Tonnen erbracht. Im weiteren Kriegsverlauf wurden jedoch immer mehr Bergleute zur Wehrmacht eingezogen, so dass die Zahl der Beschäftigten und die Fördermenge immer weiter zurückgingen. Bei Kriegsende beschäftigte die Zeche nur noch 2.955 Bergleute; die Förderleistung war auf 531.492 Tonnen gefallen. Die Tagesanlagen entgingen weitgehend der direkten Einwirkung des auch gegen die Zechen und die Stadt Hamm mit ihren großen Industrieanlagen geführten Bombenkrieges. Nach der Besetzung durch die Alliierten konnte die Schachtanlage ohne große Aufräumarbeiten den Betrieb fortsetzen.

### Nachkriegszeit

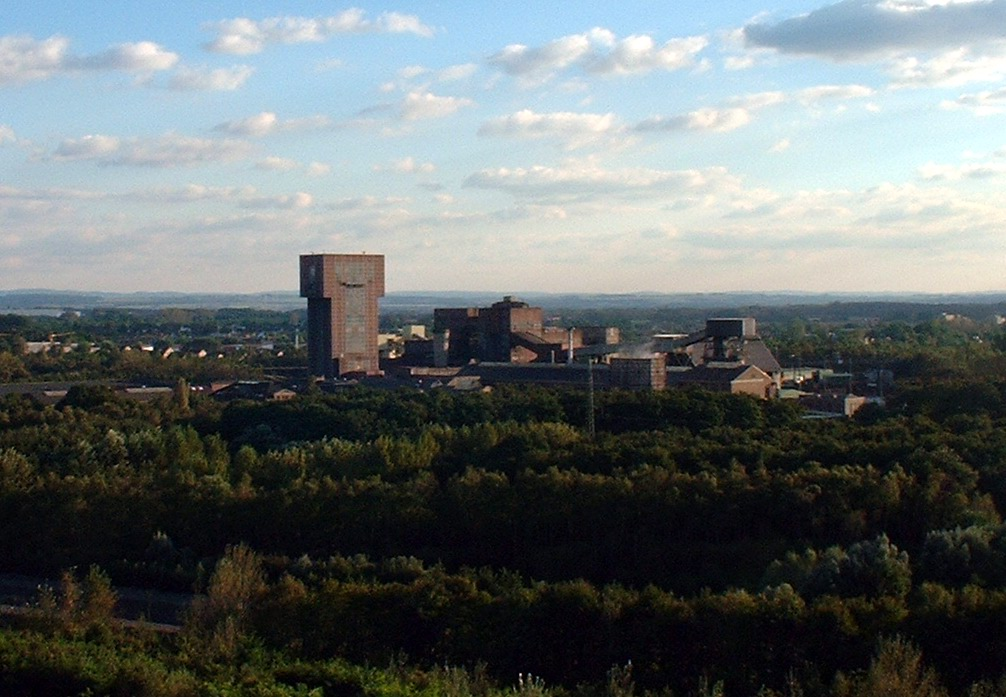
Blick von der Kissinger Höhe auf die Zeche und Hamm

Ungeachtet der Tatsache, dass die Zeche kein originär deutscher Besitz war, sondern im Eigentum einer französischen Familie stand, wurde die Zeche nach Kriegsende zunächst beschlagnahmt. Die Rhine Coal Control, die auch für die vorläufige Beschlagnahme aller anderen Zechen des Ruhrgebietes verantwortlich war, übernahm die Verwaltung. Am 25. Mai 1950 konnten die Vorkriegseigentümer schließlich ihre Ansprüche durchsetzen; die Zeche ging wieder in Besitz der Familie de Wendel über. Parallel wurde die Förderung in Schacht Robert auf eine andere Technik umgestellt, die sogenannte Skipgefäßförderung, die eine Nutzlast von sieben Tonnen ermöglichte. Die Zahl der Beschäftigten war inzwischen wieder deutlich angestiegen. 5.592 Bergleute erwirtschafteten eine Rekordförderung von 1.355.766 t Steinkohle. Doch bereits am 17. Januar 1952 unterbrach ein Grubenunglück den Nachkriegsaufschwung. Bei einer Schlagwetterexplosion starben 17 Bergarbeiter – der bis heute schwerste Unfall auf Heinrich-Robert. In den 1960er Jahren wurde der ehemalige Wetterschacht Robert zum Hauptförderschacht umfunktioniert. Um dieses Ziel zu erreichen, war bereits 1955 ein Hammerkopfturm in regelmäßig gegliedertem Stahlfachwerk errichtet worden, der auch heute noch das Ortsbild prägt. Auf diese Weise wurde die schon vorhandene Förderanlage ausgebaut. Die Skipförderung konnte nun je Behälter elf Tonnen Nutzlast aufnehmen.
Bis 1960 sank die Zahl der Beschäftigten auf knapp unter 5.000 Arbeiter und Angestellte. Diese hielten jedoch dank der neuen Anlagen die Förderung auf sehr hohem Niveau und konnten die Fördermenge bis auf 1.447.677 t steigern. 1968 wurde Schacht Robert erneut ausgebaut und um eine zweite Skipförderanlage ergänzt.

### Die Ruhrkohle AG
Im Jahre 1969 verkaufte der De Wendel-Konzern die Zeche schließlich an die Ruhrkohle AG. Dies bedeutete für die Schachtanlage den Wegfall der bisher bestehenden Förderbeschränkung auf 1,5 Millionen Tonnen. Die Zeche konnte erstmals über das eng begrenzte eigene Grubenfeld, das nur ca. 18 km² groß war, hinaus expandieren. Eine späte Entwicklung, hatten die Grubenfelder der benachbarten Zeche Sachsen doch bereits 1954 eine Ausdehnung von ca. 100 km² erreicht. 1973 wurde das Grubenfeld Monopol III aufgeschlossen, das im Bereich Lerche und Sandbochum liegt. Am 11. November 1973 wurden erstmals zwei Schachtanlagen im Großraum Hamm zusammengelegt. Der Durchschlag zwischen Heinrich-Robert und ihrer Partnerzeche, der Zeche Werne, erfolgte 1974 im Bereich des Flözes Wilhelm. Etwa gleichzeitig wurde das betriebseigene Kraftwerk stillgelegt, da der Strom billiger angekauft werden konnte. Nach Abriss der Kraftwerksgebäude wurden auf dem Gelände ein Kohlevergleichmäßigungsbunker und ein Bergebunker errichtet. Die Zeche Werne verfuhr ihre letzte Förderschicht am 31. Januar 1975. Teile ihrer Belegschaft wechselten auf die Schachtanlage Heinrich-Robert, die auch die Felder von Werne übernahm und den Wetterschacht Werne 4 in Werne-Stockum weiterbetrieb. Im gleichen Jahr erfolgte auch ein Durchschlag auf der 4. Sohle zur 1025-Meter-Sohle der Zeche Radbod mittels Gesenk, es wurde aber kein größerer Verbund mit diesem Bergwerk beschlossen. Zugleich wurde die Großgemeinde Pelkum, auf deren Gebiet sich die Zeche Heinrich-Robert befand, in die neugeschaffene Großstadt Hamm eingegliedert und in die Stadtbezirke Herringen und Pelkum geteilt. Die Zahl der Beschäftigten sank weiter (4.629 Mann), dennoch konnte die Fördermenge auf 2.546.124 t gesteigert werden. Zum 1. Januar 1978 übernahm Heinrich-Robert den in Lerche befindlichen Wetterschacht 7 der Zeche Königsborn in Bönen und das Feld Monopol III. Seit dieser Zeit haben Heinrich-Robert und die Zeche Königsborn eine gemeinsame Werksdirektion. Ein Jahr später begann der Bau eines weiteren Wetterschachtes in Sandbochum, der 1981 auf eine Endteufe von 1.221 m gebracht und in Betrieb genommen wurde. Im selben Jahr schloss die Zeche Königsborn; der größte Teil ihrer Belegschaft wechselte auf die Schachtanlage Heinrich-Robert, Schacht Königsborn 4 wurde für die Wasserhaltung offen gehalten. Die Tage des Schachtes Werne 4 waren auch gezählt; er wurde nicht länger benötigt und daher in der Folgezeit verfüllt. Am 21. Juni 1985 meldete die Werksdirektion auf Heinrich-Robert die Förderung der hundertmillionsten Tonne Kohle seit Gründung der Zeche.

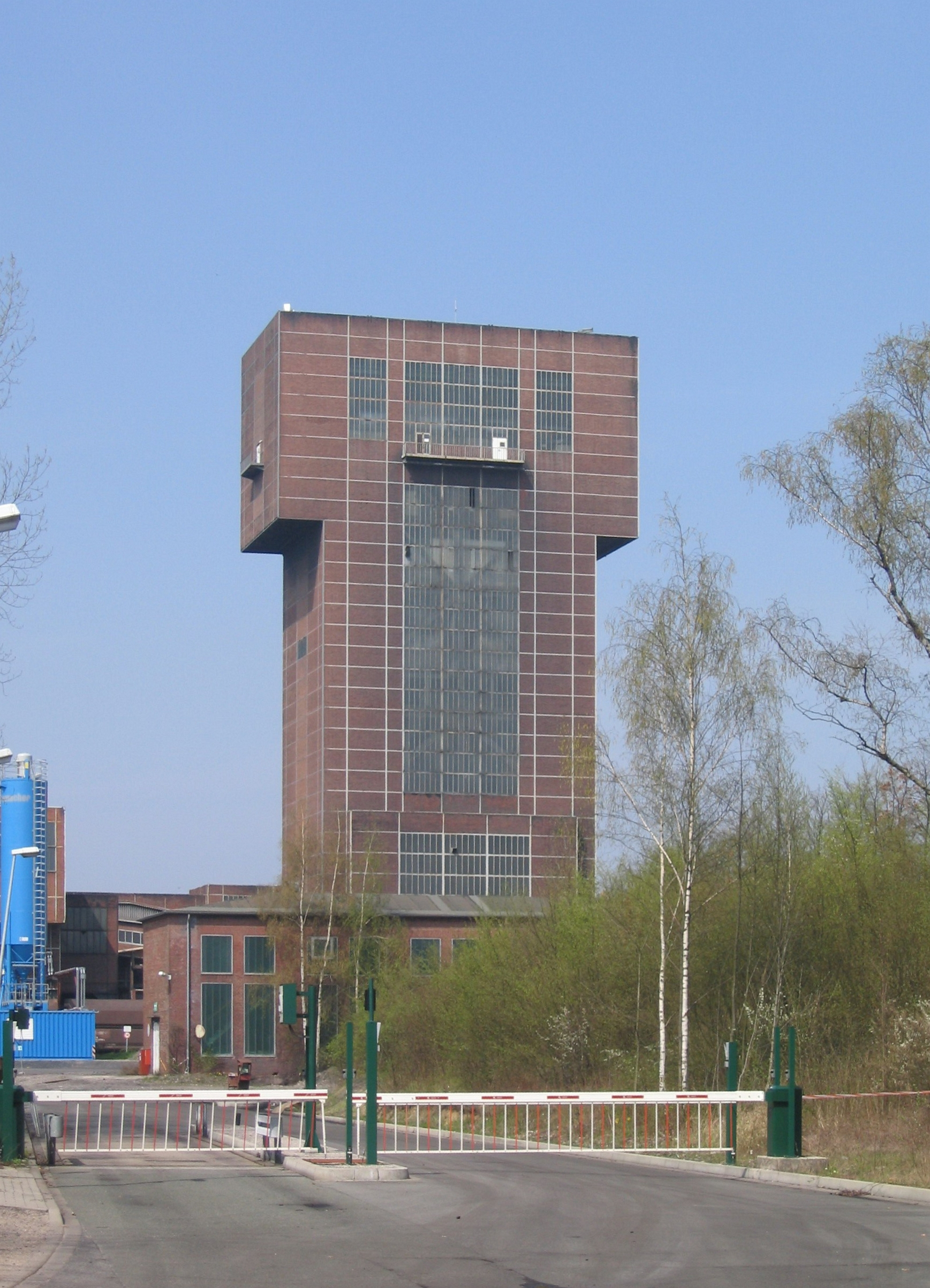
Zufahrt zum Bergwerk Ost

Zwei Jahre später, am 31. März 1987, wurde der letzte Koks in der Kokerei gedrückt. Die Entscheidung zur Stilllegung wurde von der RAG am 3. Dezember 1986 getroffen. Insgesamt wurden in der Kokerei etwa 28 Millionen Tonnen Koks hergestellt und 270 Mann beschäftigt, als Nebenprodukte entstanden Teer, Benzol, Schwefel und Gas. Im Herbst 1987 wurde mit dem Abriss der Kokerei begonnen und zog sich bis ins Frühjahr 1988 hin.
Zu diesem Zeitpunkt wurde bereits über die Schließung einer weiteren Schachtanlage im östlichen Ruhrgebiet diskutiert, auch wenn noch nicht feststand, welche Zeche es treffen würde. Die Wahl fiel schließlich auf die Zeche Radbod, die trotz der geplanten Nordwanderung in das Feld Donar im Jahr 1990 die Förderung einstellte. Zu diesem Zeitpunkt hatte man im Grenzbereich zwischen Bockum-Hövel, Ascheberg und Drensteinfurt bereits mit den Arbeiten an zwei weiteren Schachtanlagen im Donarfeld (Radbod 6 und 7) begonnen. Diese wurde ihrem ursprünglich geplanten Verwendungszweck aber nicht mehr zugeführt. Die Reste von Radbod wurden von der Werkleitung auf der Zeche Westfalen, die seit 1989 in Personalunion die Werke in Bockum-Hövel und Ahlen leitete, übernommen. Teile der Belegschaft wechselten nach Heinrich-Robert, was auch diesmal nicht ohne Probleme vonstattenging, zumal für Radbod nur ein Hauptbetriebsplan zur Betriebsunterbrechung vorlag und die Kumpel bis zuletzt ihre Hoffnung auf die begonnene Nordwanderung gesetzt hatten. Eine Hoffnung, die durch den weitgehenden Abriss der Anlagen nunmehr zerstreut wurde. Die Schächte Winkhaus (Radbod 5) auf dem Zechengelände und Donar (6) in Ascheberg-Herbern (Bauerschaft Nordick) blieben von der Schließung verschont, um sich die Option einer späteren Nordwanderung doch noch offen zu halten.
Heinrich-Roberts Grubenfeld hatte nun eine Größe von 37 km² erreicht; die Belegschaft bestand aus 5.326 Mann und förderte 3.336.924 Tonnen im Jahr. Dieser Rekordzahl folgte 1994 eine Beschränkung der Tagesfördermenge auf 9.000 t durch die RAG, was die Schließung der Tagesanlagen an Schacht Franz nach sich zog. In den beiden nachfolgenden Jahren wurde das Grubenfeld Königsborn aufgegeben und der Durchschlag auf 890 m mit einem Hochdruck-Wasserdamm abgedämmt. Im Grubenfeld der 1981 geschlossenen Zeche Königsborn gab man die Wasserhaltung auf, um es absaufen zu lassen. Der bislang noch offene Schacht Königsborn 4 wurde verfüllt.

### Donar und das Bergwerk Ost
Am 10. November 1997 wurde der Öffentlichkeit die Planung für das Verbundbergwerk Ost präsentiert: Heinrich-Robert sollte einen Verbund mit dem Bergwerk Haus Aden/Monopol in Bergkamen eingehen; als Förderstandort war Heinrich-Robert vorgesehen. Die gemeinsame Förderleistung sollte von jeweils etwa 10.000 t auf insgesamt 15.000 t sinken. Beschlossen worden war auch die schrittweise Reduktion der Belegschaft. Heinrich-Robert hatte die Belegschaft bereits im Vorfeld auf 3.217 Mitarbeiter reduziert, gemeinsam hatten die beiden Zechen etwa 6.800 Mitarbeiter, von denen bis zum Jahr 2000 nur 3.500 übrig bleiben sollten. Der Plan sah einen Erhalt von nur sieben der 17 Schächte vor; die übrigen sollten zurückgebaut werden.
Der Plan wurde schließlich unverändert umgesetzt. Von der Hammer Anlage blieben lediglich die Schächte Heinrich, Robert, Sandbochum und Lerche erhalten, außerdem die Schächte Grillo 1 und Grimberg 2 von Haus Aden/Monopol sowie Haus Aden 2.
Am Schacht Lerche, der als Hauptmaterialschacht und Wetterschacht diente, wurde die größte zentrale Wetterkühlanlage Europas erbaut, um die Wetter im Berg von ca. 60 °C auf 29 °C herunter zu kühlen.
Das Bergwerk Ost verfügte über knapp 60 Millionen Tonnen Fettkohlenreserve. Die Entscheidung für eine Nordwanderungsoption konnte durch die Zusammenlegung um weitere zehn Jahre verschoben werden. Das dafür vorgesehene Feld Donar galt  als die Zukunft der Deutschen Steinkohle. Jüngste Planungen für ein neues, subventionsfreies Bergwerk waren zugunsten von Rentabilitätsstudien unterbrochen und im Herbst wurden die Planungen endgültig aufgegeben, da keine Investoren gefunden wurden. Wäre die Planung umgesetzt werden, wäre höchstwahrscheinlich das Bergwerk Donar als eigenständige Zechenanlage entstanden, da die Förderung auf dem Bergwerk Ost zum 30. September 2010 eingestellt wurde und damit die 109-jährige Betriebsgeschichte der Zeche Heinrich-Robert, früher De Wendel, endete. Seitdem ruht auch der Bergbau im östlichen Ruhrgebiet.

## Heutiger Zustand
Nachdem am 30. September 2010 die letzte Förderschicht auf dem Bergwerk Ost gefahren wurde, erfolgte der Abbau der untertägigen Anlagen und Maschinen, der am 30. September 2011 abgeschlossen wurde. Die Hauptschachtanlage der Zeche Heinrich-Robert zwischen den Stadtteilen Wiescherhöfen und Herringen an der Kamener Straße ist bis heute noch komplett vorhanden, momentan wird über die Zukunft des gesamten Areals entschieden. Hierzu ist eine Machbarkeitsstudie erforderlich, die Mitte 2012 vorliegen soll (Stand: November 2011). Noch offengehalten werden auch die Schächte Heinrich und Robert, da sie für die Wasserhaltung benötigt werden. Anfang August 2011 wurde die Kohlenwäsche der Zeche Heinrich-Robert an das chinesische Unternehmen Pingdingshan Coal Mine Machinery verkauft, im gleichen Monat begann man mit der Demontage der kompletten Aufbereitungsanlage. Rund 50 Chinesen zerlegten innerhalb von nur dreieinhalb Monaten 75 Kernmaschinen, 60 Förderanlagen, 24 Pumpen sowie verschiedene Kleinteile, die alle in Containern verstaut und nach China transportiert wurden. Dort wurden die Maschinen der Aufbereitung, die teilweise über 40 Jahre alt sind, an verschiedenen Bergbaustandorten aufgebaut und wieder in Betrieb genommen. Nach der Demontage blieb von der Kohlenwäsche auf der Hauptschachtanlage Heinrich-Robert nur noch die rund 30 Meter hohe Außenwand übrig.
Ebenfalls noch komplett vorhanden sind die Tagesanlagen von Schacht Lerche und Schacht Sandbochum. Während Lerche seit August 2011 verfüllt ist, blieb der Schacht Sandbochum zusammen mit den Schächten Heinrich und Robert noch für die Wasserhaltung offen. Der Schacht Sandbochum wurde im Frühjahr 2013 verfüllt und die Schächte Heinrich und Robert im Spätsommer 2013. Einige Gebäude der Hauptförderschachtanlage Heinrich/Robert wurden bis Ende 2018 abgerissen. Die RAG Mining Solutions GmbH bemühte sich darum, Teile der Schachtanlage Lerche (Fördermaschine, Fördergerüst und drei Kältemaschinen) zu veräußern. Allerdings sollen die Schachtanlage Ende 2022 und der Förderturm noch 2020 abgerissen werden, da keine Nachfolgenutzung zur Auswahl steht.
Von der Schachtanlage Franz ist außer einer Protegohaube über dem bereits 2002 verfüllten Schacht nichts mehr vorhanden. Am 19. Dezember 2003 wurde das Fördergerüst von Schacht Franz, das jahrzehntelang das Herringer Ortsbild prägte, trotz seines hohen Denkmalwerts gesprengt. Ebenso finden sich von Schacht Humbert, dessen Verfüllung 2001 erfolgte, keine bergbaulichen Spuren mehr, auf dem Gelände befindet sich heute eine Abraumhalde des Bergwerks Ost.

## Erholungsmöglichkeiten
Die Zeche Heinrich-Robert gehört – wie auch andere Bereiche des Bergwerkes Ost oder die benachbarte Halde Kissinger Höhe – zur Route der Industriekultur. Die Halde ist heute als Naherholungsgebiet zugänglich.